# Epipterygium vanuatuicum
Epipterygium vanuatuicum là một loài rêu trong họ Bryaceae. Loài này được H.A. Mill. mô tả khoa học đầu tiên năm 1988.